# Supermercados Estrela
Os Supermercados Estrela é uma rede brasileira de supermercados. Fundada no município paulista de Regente Feijó, a empresa atualmente tem sua sede no município de Presidente Prudente. Conta com 12 lojas na região do Oeste Paulista, com cinco lojas possuindo restaurantes, além de sete lojas autônomas 24 horas, com a bandeira Express Go.
A rede atua em Regente Feijó, Presidente Prudente e Álvares Machado.

## História
O início do Supermercado Estrela começou em 1983, quando o patriarca da família Nicoluci adquiriu na cidade de Regente Feijó, uma pequena mercearia que se chamava Casa Estrela. Sua estrutura era modesta, construída numa área de 150 metros quadrados, o atendimento era feito ainda no balcão, e comercializava apenas itens básicos conhecidos como secos e molhados.
Com o crescimento da mercearia, em 1986, houve a transformação em supermercado, e uma expansão da área de vendas para 400 metros quadrados. Foi então que surgiu o Supermercado Estrela. Apenas em 2003, o supermercado abriu sua segunda unidade, sendo em Presidente Prudente.

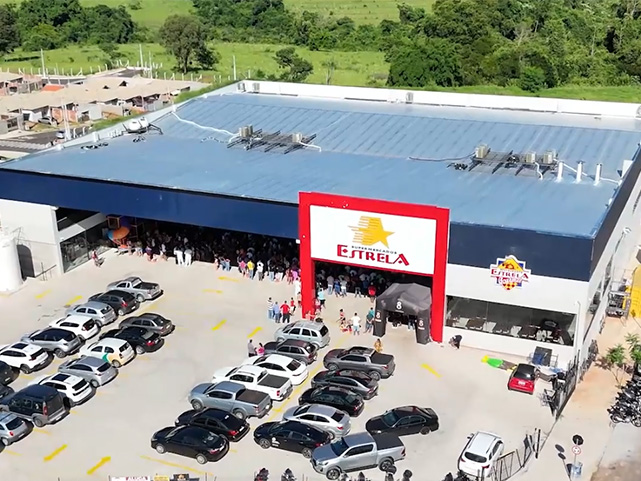
Unidade dos Supermercados Estrela no bairro Pacaembu, Presidente Prudente.

## Estrela Express Go
A rede Supermercados Estrela possui sete lojas autônomas 24 horas, com a bandeira Express Go. Todas na cidade de Presidente Prudente. O formato voltado a oferecer mais comodidade, e trata-se de uma loja com mix enxuto, composto por até 600 itens. O objetivo é atender quem vive em condomínios horizontais e verticais. O portfólio inclui produtos que não exigem reabastecimento diário e cuja reposição seja fácil e ágil. O foco está na praticidade e na conveniência.

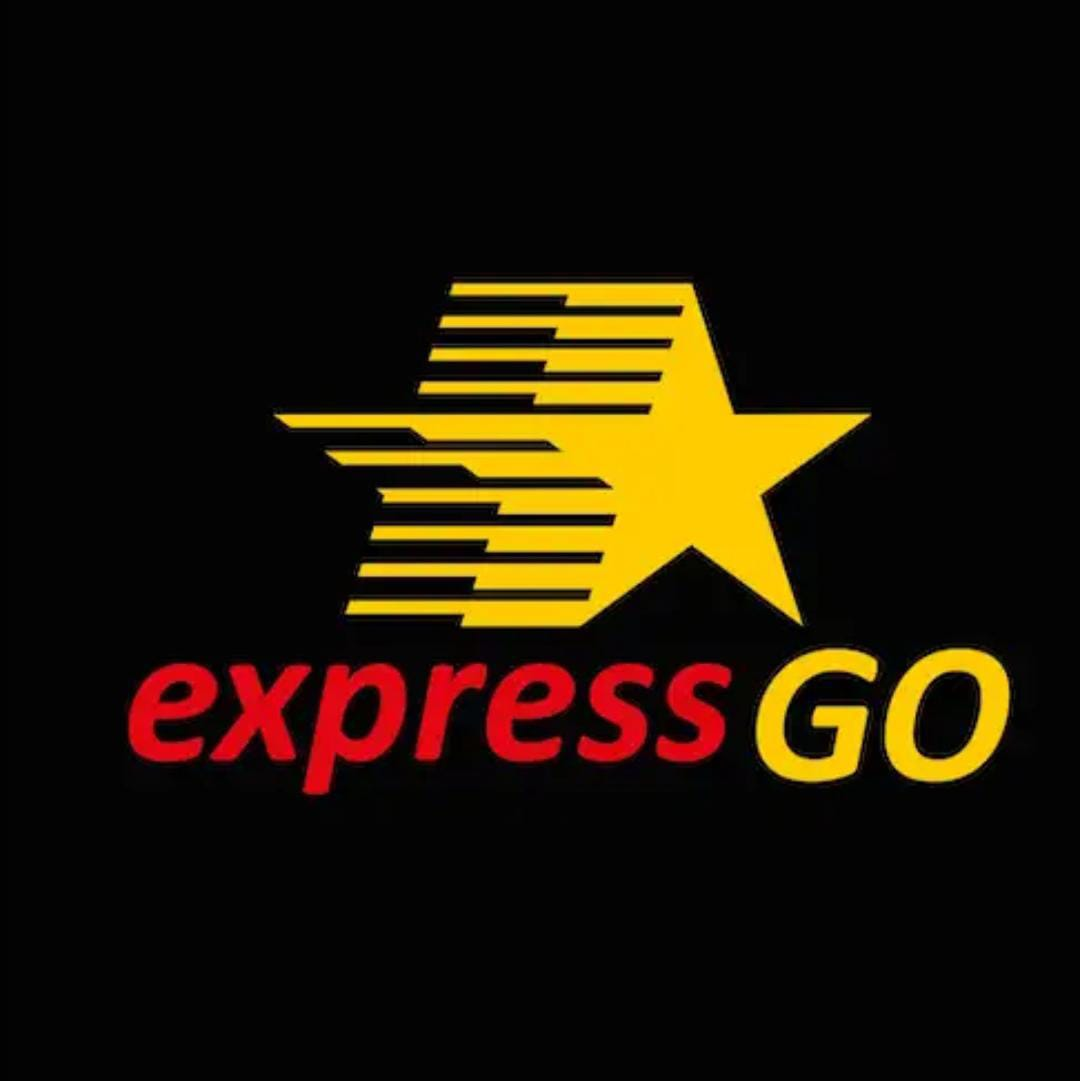
Logo Estrela ExpressGo

## Lojas
Seguem-se, abaixo, as cidades que possuem unidades do Grupo Estrela
Regente Feijó
- Estrela Centro

- Estrela Comfort - Vila Nova

Presidente Prudente
- Estrela Jardim Bongiovani

- Estrela Comfort São Judas Tadeu

- Estrela Jardim Brasília

- Estrela Cohab

- Estrela Vila Euclides - (Loja com Restaurante Estrela Gourmet)

- Estrela Conj. Hab. Ana Jacinta - (Loja com Restaurante Estrela Gourmet)

- Estrela Lar dos Meninos - (Loja com Restaurante Estrela Gourmet)

- Estrela Avenida Brasil - Centro - (Loja com Restaurante Estrela Gourmet)

- Estrela Pacaembu - (Loja com Restaurante Estrela Gourmet)

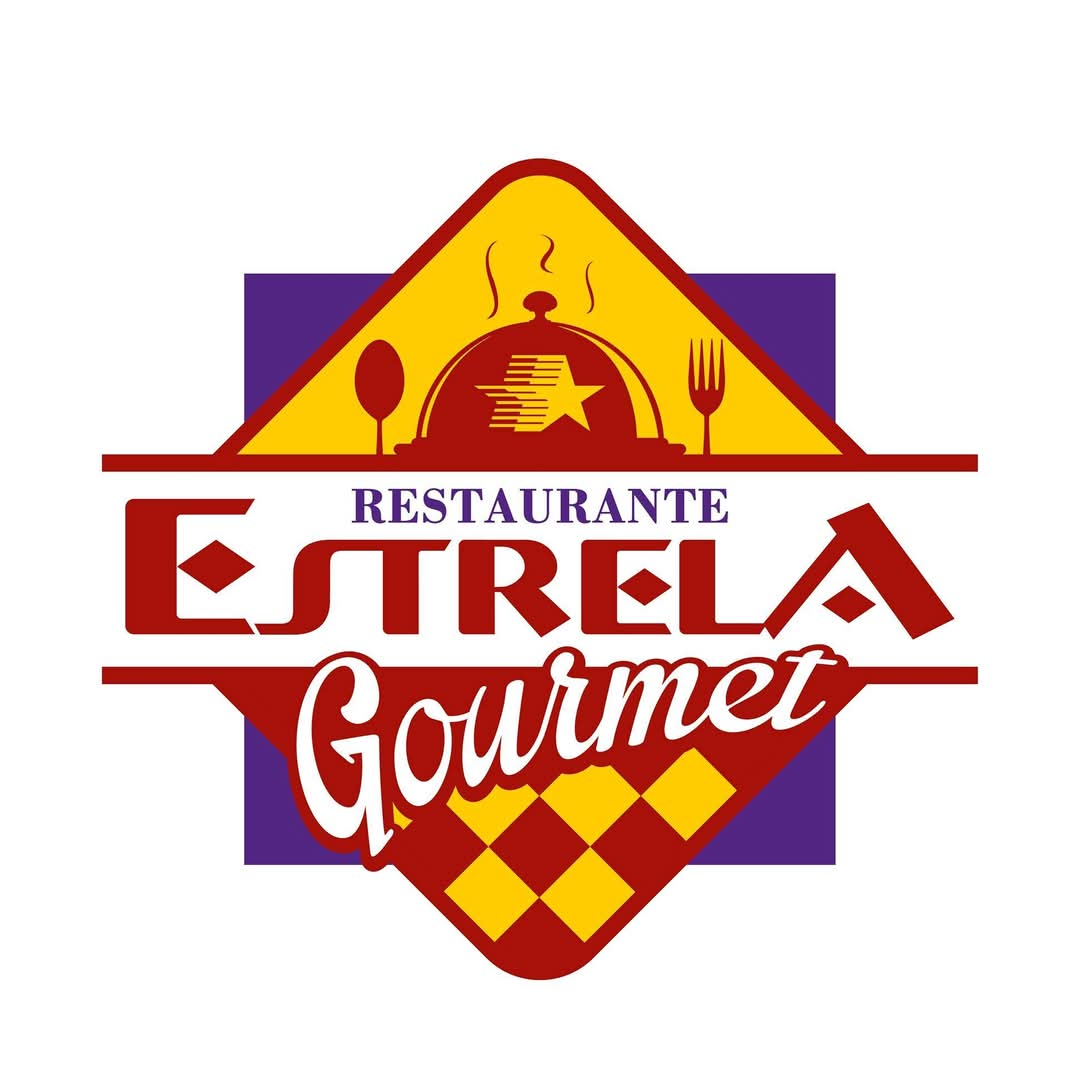
Restaurante Estrela Gourmet Logo

Álvares Machado
- Estrela Álvares Machado - Centro